# Service météorologique d'Afrique du Sud
Le Service météorologique d'Afrique du Sud (en anglais South African Weather Service ou SAWS) est une agence publique relevant du Ministère de la forêt, des pêches et de l'environnement (qui a remplacé le Ministère des affaires environnementales en 2019) et est dirigé par un conseil. L'organisation est devenue une entité publique le 15 juillet 2001 en vertu de la loi sur le service météorologique sud-africain (n° 8 de 2001), telle que modifiée en 2013. Elle s'occupe de la prise de données et de l'émission des prévisions météorologiques et climatiques en Afrique du Sud en tant que membre de l'Organisation météorologique mondiale (OMM), conformément aux normes météorologiques internationales. Son le cadre de son programme de météorologie aéronautique, le service fournit des services météorologiques à l'industrie aéronautique, maritime et à une gamme d'autres clients particuliers selon  ses obligations internationales. Les services d'intérêt public sont financés par le gouvernement et les services commerciaux payants.

## Mission
Le Service météorologique (SAWS), en tant que service météorologique national, est mandaté de recueillir les données et rendre tous les services météorologiques et climatologiques aux citoyens et aux institutions sud-africains pour améliorer la qualité de leur vie, promouvoir la résilience aux événements extrêmes et atténuer les effets du changement climatique.

## Réseau de données
Le réseau d'observation comprend :
- 231 stations météorologiques automatiques ;
- 12 stations climatiques ;
- 1180 stations de pluviométrie ;
- 23 stations de température de surface de la mer ;
- 12 navires d'observation volontaires ;
- 47 bouées météorologiques dans l'Atlantique Sud et le Sud de l'océan Indien ;
- 14 stations avec radar météorologique couvrant la totalité du pays, même le parc national Kruger[3] ;
- 1 Station de surveillance de l'atmosphère mondiale à Cape Point ;
- 2 stations de spectrophotomètre d'ozone Dobson à Irene et Springbok ;
- 1 Station du réseau de rayonnement de surface de référence à De Aar ;
- Un réseau national de biomètres UV-B au Cap, Cape Point, Port Elizabeth, De Aar, aéroport international King Shaka et Pretoria ;
- 24 détecteurs de foudre (plus 1 au Swaziland) ;
- 6 stations de mesure et de surveillance de la qualité de l'air (l'infrastructure DEA est entretenue par SAWS)
- 11 stations de radiosondage, celle d'Irene effectuant également des sondages d'ozone.
- 3 stations sur l'île Gough, l'île Marion et la base antarctique SANAE en collaboration avec le programme antarctique national sud-africain[4].

## Services
SAWS est un fournisseur de produits et services sur le temps, le climat et les services connexes :
- Services de prévisions météorologiques spécialisés ;
- Informations climatiques à valeur ajoutée, y compris des informations sur la foudre en temps réel, des vérifications contre la foudre et des publications ;
- Consultations météorologiques, y compris des conseils aux industries juridiques et des assurances ;
- Fabrication et vente de matériel météorologique avec option de location ainsi que la maintenance du matériel.

### Climatologie
Le Service météorologique sud-africain rassemble, maintient et valide les données climatologiques de l'Afrique du Sud :
- Pluviométrie quotidienne depuis 1836 ;
- Observations de surface quotidiennes pour toutes les stations, mais pour certaines stations depuis 1884 ;
- Données horaires sur la direction du vent, la vitesse du vent, la température, l'humidité, la pression et l'ensoleillement à partir de 1950 ;
- Données de radiosondage depuis 1961 ;
- Données marines à partir de 1975 ;
- Données de prévision depuis 1990, données satellitaires depuis 1992 et données radar depuis 1994.

### Formation
Le Centre régional de formation du Service météorologique sud-africain dispense une formation à son personnel et prend part à des partenariats avec les établissements d'enseignement, les agriculteurs, l'aviation, d'autres départements gouvernementaux, l'OMM et d'autres parties prenantes nationales et internationales. Le Centre régional de formation a depuis été reconnu, en mai 2011, comme centre de formation régional de l'OMM.

### Recherche et développement
Le SAWS collabore avec d'autres instituts universitaires et de recherche locaux et internationaux, pour s'assurer que ses services sont améliorés, dans les domaines prioritaires de recherche suivants :
- Service d'alerte météorologique ;
- Prévision numérique du temps ;
- Changement climatique pour réduire ses effets possibles et déterminer les impacts à l'échelle locale ;
- Qualité de l'air, surveillance atmosphérique et recherche ;
- Recherche d'impact scientifique/social pour aligner ses produits et services sur les besoins des utilisateurs ;
- Développement technologique concernant l'instrumentation, les nouvelles méthodes d'observation, le traitement des données et l'interfaçage avec l'instrumentation sont entrepris.

#### Modification du temps
Le SAWS, en coopération avec un certain nombre d'autres entités, participe activement à la recherche sur la modification du temps dans le cadre du programme national sud-africain de recherche et d'amélioration des précipitations, en particulier avec le projet de recherche sur les précipitations de Bethlehem.